# Кампания Альмохадов против Португалии (1190–1191)
Весной 1190 года Альмохадский халифат начал крупное наступление на Португальское королевство, которое продолжалось до лета 1191 года. Халиф Якуб аль-Мансур (1184—1199) переправился из Африки, чтобы лично командовать своими войсками. Кампания 1190 года не впечатлила из-за помощи, которую Португалия получила от проходящих армий Третьего крестового похода. От осад Томара, Сантарена и Силвиша пришлось отказаться, но халиф перезимовал в Севилье. Кампания 1191 года повернула вспять недавнюю Реконкисту Португалии, захватила Силвиш после второй осады и отодвинула границу на север к Тежу.

## Экспедиция 1190 года

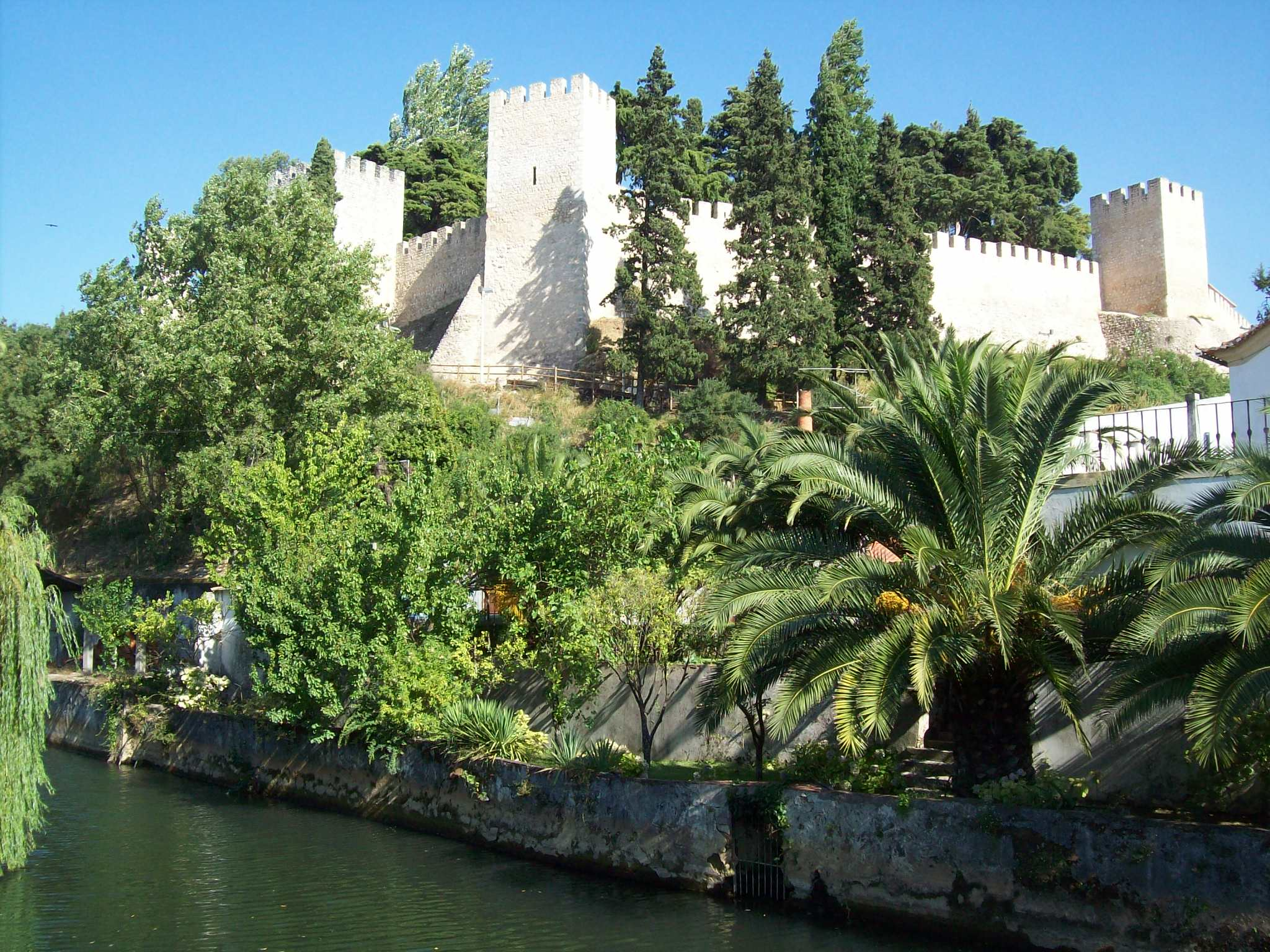
Стены Торрес-Новас

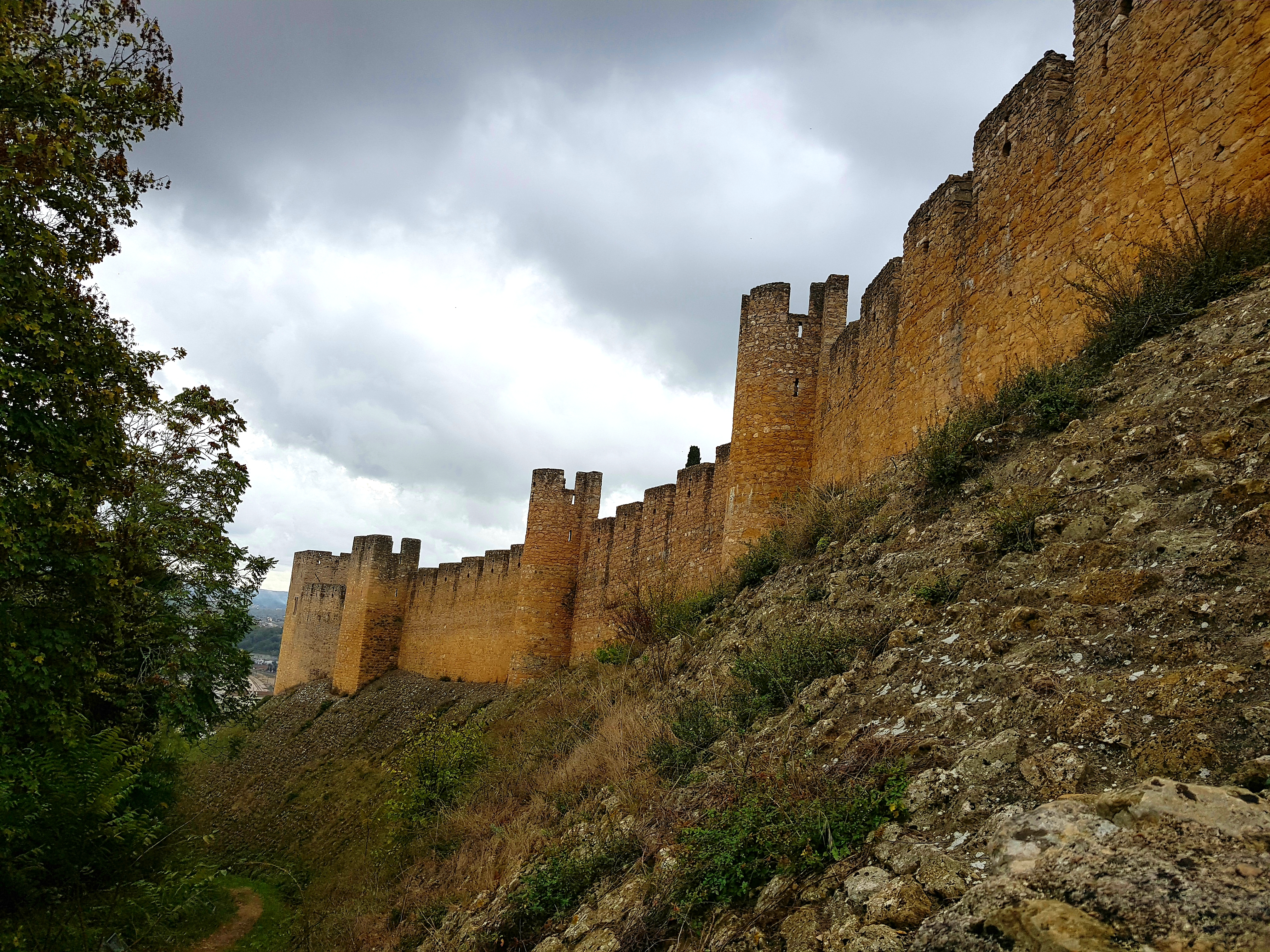
Стены Томара

Якуб аль-Мансур провел большую часть 1188—1189 годов, готовя экспедицию против Португалии. В сентябре 1189 года Силвиш был захвачен королем Португалии Саншу I с помощью нескольких крестоносцев на пути к осаде Акры. В апреле 1190 года Якуб аль-Мансур наконец начал свое вторжение. Баян аль-мугриб Ибн 'Идхари сообщает, что примерно в это же время он разбил флот северных крестоносцев у Гибралтарского пролива, многих пленив и получив похвалу от поэтов.
В Аль-Андалусе (Иберия) к халифу присоединились силы из Севильи и Гранады. В июне он осадил Силвиш. В июле флот Альмохадов присоединился к осаде. Однако халиф оставил операции в руках местных войск и направил большую часть своего экспедиционного корпуса в Кордову. Его двоюродный брат, ас-Сайид Яхья ибн Умар, остался командовать в Силвише.
В Кордове халиф встретил посольство короля Кастилии Альфонсо VIII, с которым подписал перемирие, позволив себе сосредоточиться на Португалии. Из Кордовы Якуб аль-Мансур начал вторжение в Алентежу. Город Торрес-Новас сдался . Его защитники получили свободу, но город был разрушен. Затем халиф двинулся на Томар, который удерживали рыцари-тамплиеры. Однако его главной целью был Сантарен.
В этот момент две группы крестоносцев высадились в Португалии. Единственный корабль с около 100 английскими крестоносцами, отделенный от своего флота штормом, прибыл в Силвиш в большом замешательстве. Епископ Николас умолял их принять участие в обороне города, а горожане потопили свой корабль. После того, как им пообещали замену корабля, они согласились присоединиться к обороне . Остальные девять кораблей флота высадились в Лиссабоне, пока король Саншу I готовился к походу на защиту Сантарена. По словам Роджера Ховеденского, 500 крестоносцев согласились присоединиться к королю. С их прибытием Саншу отверг предложение Якуба аль-Мансура о семилетнем перемирии, которое потребовало бы сдачи Силвиша. Король занял позицию в Сантарене, который попал в осаду. Столкнувшись с более сильным сопротивлением, чем ожидалось, халиф покинул Томар и Сантарен и отступил на юг. Осада Томара длилась пять дней. При отступлении Торрес-Новас был сожжен.
Пока Саншу I и 500 крестоносцев шли на юг, в Лиссабон прибыли ещё 63 английских корабля. Между крестоносцами и еврейскими и мусульманскими жителями города вспыхнули беспорядки. Саншу вернулся, чтобы навести порядок, но через несколько дней беспорядки вспыхнули вновь. Было арестовано около 700 крестоносцев. Корабли вышли из Лиссабона 24 июля.
Заболев, аль-Мансур решил снять осаду Силвиша, нападавшим которого в любом случае не хватало припасов . Он отступил со своей армией в Севилью, где он перезимовал.

## Экспедиция 1191 года

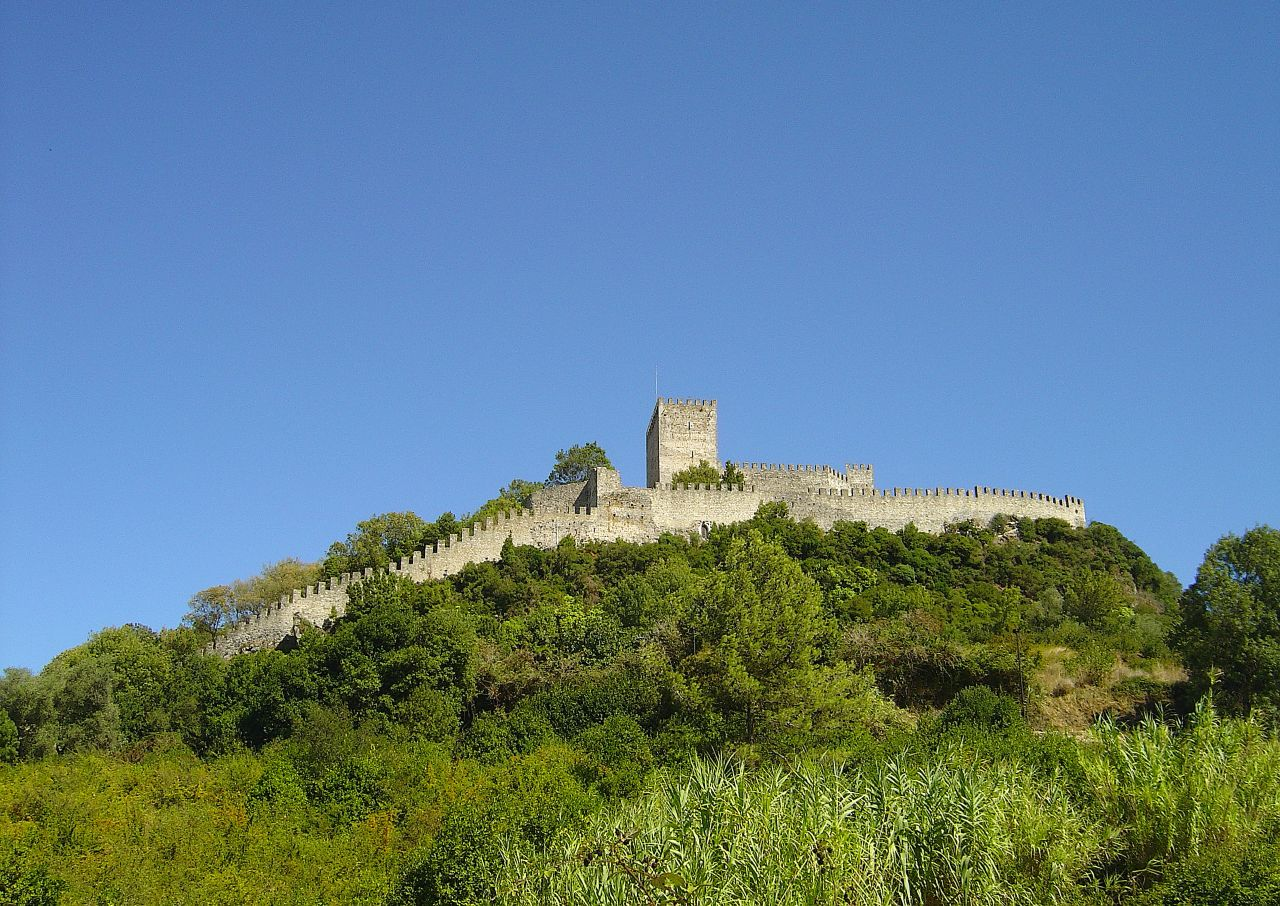
Стены Лейрии

В апреле 1191 года Якуб аль-Мансур предпринял вторую попытку отвоевать Силвиш . Сначала он попытался взять Алкасер-ду-Сал силой, прежде чем приступить к осаде. Защитники вскоре капитулировали на условиях и получили свободу. В отличие от Торрес-Новас, который он разрушил, Алкасер-ду-Сал был размещен халифом и передан под командование Мухаммада ибн Сиддрая ибн Вазира. На его содержание халиф выделил определённые средства из Сеуты и Севильи.
После Алкасер-ду-Сал города Палмела, Койна и Алмада были быстро захвачены. Лейрия была разрушена, и Альмохады совершали набеги на север вплоть до окрестностей Коимбры. Замок Алвор, население которого было уничтожено в 1189 году, был взят обратно. Для своей второй осады Силвиша Якуб аль-Мансур привел в четыре раза больше осадных машин, чем было у защитников. В конце июня он начал штурм Силвиша и пробил стены. Защитники отступили в цитадель и были осаждены. С разрешения короля они сдались 25 июля, и им было разрешено уйти. После подписания пятилетнего перемирия с Саншу Якуб аль-Мансур вернулся в Африку. Он отодвинул границу на север до Тежу, оставив Португалии только одну значительную крепость на юге, в Эворе.
Силвиш был взят и частично разрушен немецким крестовым походом 1197 года, но остался в руках Альмохадов.